# Peter Paltchik
Peter Paltchik (født 1992) er en israelsk judoka.
Han repræsenterede Israel ved sommer-OL 2020 i Tokyo, hvor han tog bronze i holdkonkurrencen. Under sommer-OL 2024 i Paris tog han bronze i 100 kilo-klassen.